# 大奧厄河 (威悉河支流)
52°37′22″N 9°9′49″E / 52.62278°N 9.16361°E

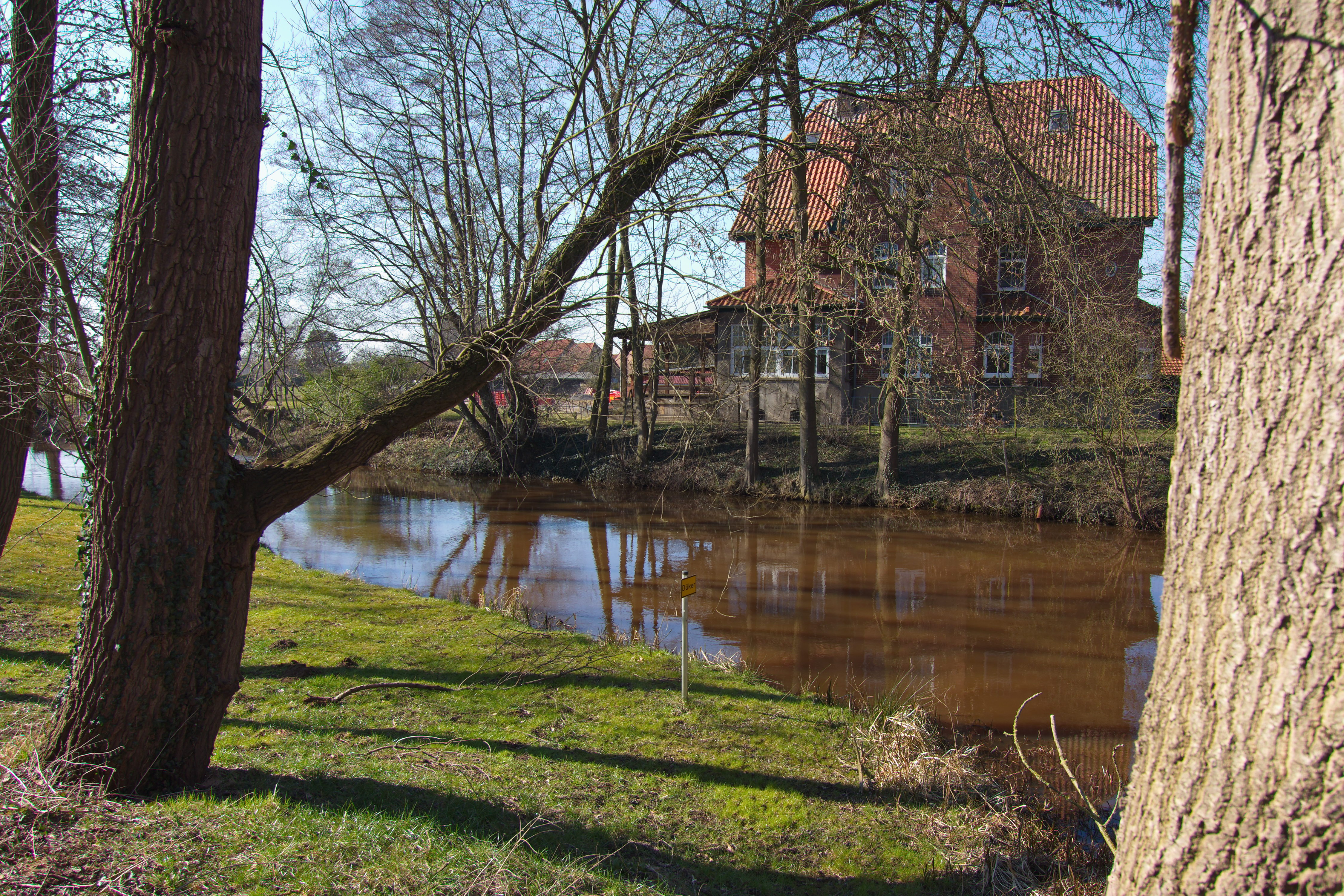
大奧厄河（威悉河支流）

大奧厄河（德語：Große Aue），是德國的河流，位於該國西部，流經北萊茵-威斯特法倫州和下薩克森州，屬於威悉河的左支流，河道全長88公里，流域面積1,522平方公里，河口處在賓嫩附近。